# Kalakkad
Kalakkad, Kalakkadu ou Kalakad (களக்காடு en tamoul) est une ville du sud de l'Inde située dans le district de Tirunelveli de l'État du Tamil Nadu.

## Démographie
Lors du recensement de 2001, la population de Kalakkad était de 27 025 habitants. Les hommes forment 48 % de la population et les femmes 52 %. Le taux d'alphabétisation était de 77 % (82 % chez les hommes et 73 % chez les femmes) et 11 % de la population avait moins de six ans.

## Île de Paix de Kalakad
Kalakkad est l'endroit choisi pour l'implantation de la seconde Île de paix en 1968. Celle-ci deviendra autonome en 1975.